# Köz-Gazdaság
A Köz-gazdaság a Budapesti Corvinus Egyetem Közgazdaságtudományi Karának negyedévente megjelenő tudományos folyóirata.

## Küldetése
A lap küldetésének része az egyetemi, főiskolai hallgatók látókörének bővítése, az oktatási folyamat támogatása. Ennek érdekében kiemelt figyelmet fordítunk a nemzetközi szaksajtó nyomon követésére, cikkek összefoglalására, fordítására. Ebben a munkában elsősorban egyetemistákra támaszkodunk, és büszkeségre ad okot, hogy nagyon sok egyetemista működött közre a lap munkájában. Szintén fontosnak tartjuk az Egyetem és a Kar életéről való tudósítást is, folyamatosan jelentetünk meg olyan cikkeket, elemzéseket, amelyek a Kar tevékenységét mutatják be. Nem reklámnak szánjuk ezeket, hanem szeretnénk támpontokat adni az országban működő felsőoktatási intézmények számára ahhoz, hogy a modern oktatási színvonal eléréséhez a Bologna-folyamatot melyik intézménnyel milyen sikerrel tudja adaptálni.

## Céljai
A Budapesti Corvinus Egyetem Közgazdaságtudományi Karán 2004-ben útjára indított Köz-Gazdaság folyóirat legfontosabb célja a hazai közgazdasági gondolkodás fejlesztése a tágabb értelemben vett „közgazdász-társadalomban” (azaz nemcsak a közgazdasági kutatók körében, hanem a politikai-vállalati döntéshozók, diákok, és más gazdasági szakemberek körében is). Ennek megfelelően fontos szerepet szán a hazai közgazdaságtudományi eredmények és kutatások bemutatása, terjesztése mellett a nemzetközi szakirodalom legfontosabb eredményeinek ismertetésére és hazai gazdaságpolitikai alkalmazhatóságának megvitatására is. Tekintettel arra, hogy a Köz-Gazdaságban sok diák, fiatal kutató dolgozik, ezért kijelenthető, hogy a szerkesztőségnek célja az is, hogy elősegítse egy új közgazdasági szakembergárda kialakulását, akik egyrészről ismerik és képesek is felhasználni a hazai tudományos eredményeket kutatásaikhoz, munkájukhoz, azonban ezen felül ismerik a nemzetközi szakirodalmat is, amelynek segítségével tisztában lehetnek azzal, hogy mivel is foglalkozik jelenleg a közgazdaságtan. A folyóiratban megjelent cikkeket a Közgazdaságtudományi Kar oktatói tananyagként is felhasználják, ami szintén biztosítja azt, hogy a folyóirat minél szélesebb körhöz el tudjon jutni, és minél nagyobb hatást tudjon kifejteni. Megtiszteltetésnek tekintjük, hogy 2014-ben lehetőségünk volt egy különszám megjelentetésére a Magyar Nemzeti Bankkal „Különszám az adópolitikáról” címmel. A szám vendégszerkesztője Balog Ádám, a Magyar Nemzeti Bank alelnöke volt. A szám sikere nyomán várhatóan közös rovatot fog indítani az MNB és a Köz-Gazdaság 2016-tól. A rovatban az MNB szakmai műhelyeiben készült cikkek, tanulmányok jelennek meg mintegy 60 oldal terjedelemben természetesen a szerkesztőséggel való együttműködésben.      
A folyóirat fókusza ennek megfelelően igen széles, a közgazdaságtudomány egyetlen aldiszciplínáját sem zárja ki, de kiemelt jelentőséget szentel a pénzügyi közgazdaságtan, a közigazgatás-tudomány, az elméleti közgazdaságtan, a módszertani és matematikai ismeretek, a világgazdasági elméletek, valamint a gazdálkodástudomány témaköreinek. Jelenleg nincs Magyarországon olyan folyóirat, amely ezt a küldetést felvállalná. A Köz-Gazdaság további szakmai jelentősége abban áll, hogy a tudományág eredményeinek döntéshozók felé történő közvetítése révén hozzá kíván járulni a hazai gazdaságpolitika minőségének fejlődésének, hatékonyságnövekedéséhez.
Trautmann László főszerkesztő szavaival élve: „A füzetsorozat fő célja, hogy a gazdaságpolitikai és üzleti folyamatokat elméleti közgazdaságtani szempontból megvilágítsa.” Az elméleti közgazdaság alapvető kérdésein túl, a benne végbemenő változásokat, illetve társadalomtudományi mivoltát hivatott szemléltetni. "A közgazdaságtudomány társadalomtudomány, a társadalmat irányító értékrendet alkalmazza a gazdaságra. Nem lehet antihumánus, nem tagadhatja elméletileg és gyakorlatában sem az alapvető, egyetemes értékeket." További fontos szempont a fiatalabb generáció bevonása a folyamatba, ezáltal elősegítve szakmai szocializálásukat és fejlődésüket.

## Szerkezete
A folyóirat tartalma tekintetében állandó rovatoknak számítanak az alábbiak: „Homloktérben”, „Tanulmányok”, „Auditórium”, „Könyvekről”, „Összefoglalók a közgazdaságtudományi irodalomból”, „Válogatás a gazdasági világsajtó cikkeiből”, „Közgazdaság a szépirodalomban”. A konkrét cikkek köre természetesen változó, de a folyóirat igyekszik reagálni aktualitásokra és emellett tematikus számok is napvilágot láttak már.

## Elérhetősége
A folyóirat terjesztési listája igen széles: az ország valamennyi könyvtára, illetve közgazdaságtudományi képzési központja mellett eljut a gazdasági és politikai élet vezető döntéshozóihoz, minisztériumokhoz, valamint egy egyre gyarapodó előfizetési lista tagjainak is. A minél szélesebb olvasói körhöz való eljutás érdekében a folyóiratnak van egy portálja is (www.koz-gazdasag.hu címen), amelyen keresztül egyrészt megrendelhető a folyóirat, másrészt teljes terjedelemben olvasható a nyomtatott verzió tartalma. Együttműködési megállapodással rendelkezünk a Magyar Közgazdasági Társasággal, amely hírlevelében folyamatosan népszerűsíti a folyóiratot. A Corvinus Egyetem által szervezett konferenciákon, könyvvásárokon mindig kapható a folyóirat. A folyóirat tagja a European Group of Public Administration folyóirat-hálózatnak, ami biztosítja, hogy a tanulmányok angol nyelvű kivonatai bekerülnek a különböző nemzetközi adatbázisokba és keresőkbe. Ennek köszöntően a Köz-Gazdaság portálja látogatottságban megközelítette a legnevesebb magyar közgazdasági folyóirat a Közgazdasági Szemle portáljának a látogatottságát.

## A Köz-Gazdaság munkatársai

### Szerkesztőbizottság tagjai
- Bélyácz Iván
- Csaba László
- Inotai András
- Kádár Béla (a szerkesztőbizottság elnöke)
- Oblath Gábor
- Pirisi Károly
- Szabó Katalin
- Trautmann László
- Várfalvi István

Nemzetközi tanácsadó testület:
- Geert Bouckaert (Leuveni Katolikus Egyetem)
- Joseph C. Brada (Columbia Egyetem)
- Calin Hintea (Babes-Bolyai Egyetem)
- Julius Horváth (Közép-Európai Egyetem
- Tanel Kerikmäe (Tallini Egyetem)
- Heinz D. Kurz (Grazi Egyetem)
- Stephen P. Osborne (Edinburgh-i Egyetem)
- Cǎtǎlin Ovidiu Baba (Babes-Bolyai Egyetem)
- Szergej Puskarec (O.F.E.M.M. Orosz Közigazgatási Továbbképző Intézet)
- Markku Temmes (Helsinki Egyetem)
- Heinz-Dieter Wenzel (Bambergi Otto Friedrich Egyetem)
- Zalai Ernő (Budapesti Corvinus Egyetem, a testület vezetője)

### Főszerkesztő
- Trautmann László, egyetemi docens

### Szerkesztők
- Benczes István egyetemi docens
- Farkas Zsuzsanna, a dékáni hivatal vezetője
- Jenei György egyetemi tanár
- Sugár András egyetemi docens
- Szent-Iványi Balázs egyetemi adjunktus (főszerkesztő-helyettes)
- Sárvári Balázs Budapesti Corvinus Egyetem, tanársegéd és a közgazdaság szerkesztőségi titkára

### Olvasó- és műszaki szerkesztő
- Lányi György
- Bavalicsné Kerekes Beáta

## Szerkesztőségi munkatárs
- Jankowski Rita

## Kapcsolódó versenyek
A 2015/2016-os tavaszi félév során az alap- és mesterképzésen részt vevő hallgatók bekapcsolódhatnak a Köz-Gazdaság által szervezett angol nyelvű szakmai versenybe. Erről további információk, a következő linken érthetők el:
- https://web.archive.org/web/20160424205953/http://www.uni-corvinus.hu/index.php?id=58024

## Kapcsolódó linkek
- https://web.archive.org/web/20160425010136/http://www.uni-corvinus.hu/index.php?id=58021
- https://web.archive.org/web/20160413221254/http://kozgazdasagtudomany.uni-corvinus.hu/index.php?id=39836
- http://www.matarka.hu/cikk_list.php?fusz=44497%5B%5D
- https://web.archive.org/web/20160424205953/http://www.uni-corvinus.hu/index.php?id=58024